# 田嶋大樹
田嶋 大樹（たじま だいき、1996年8月3日 - ）は、栃木県宇都宮市出身のプロ野球選手（投手）。左投左打。オリックス・バファローズ所属。

## 経歴

### プロ入り前
父親の影響を受け、小学校から宝木ファイターズで軟式野球を始め、6年時にエースとして県大会で優勝をする。中学校では硬式野球の鹿沼ボーイズに所属し、3年に世界大会に出場した。
佐野日本大学高等学校では1年夏からベンチ入りして、1年秋から背番号11ながら主戦を任され秋・春連続で関東大会進出。2年秋から背番号1を背負い、2年秋の関東大会では淺間大基・髙濱祐仁を擁する横浜高校を破り関東大会ベスト4に進出し、選抜出場を決める。3年春の選抜大会に出場すると、1回戦の鎮西戦で完封勝利。2回戦では岡本和真を擁する智辯学園に延長10回完投、準々決勝では岸潤一郎を擁する明徳義塾に延長11回完投と、3試合連続の完投勝利を記録。準決勝では高橋奎二を擁し優勝した龍谷大平安に敗れたものの、4試合で560球を投じベスト4に大きく貢献した。同年ドラフトの有力候補との呼び声も高かったが、高校時代に怪我が続き体力不足を痛感したことや、社会人としての礼儀を身につけたいなどの理由からプロ志望届を提出せず、社会人野球を目指した。
高校卒業後はJR東日本に就職し、2年目にU23ワールドカップに出場した。3年目は第28回アジア選手権大会に出場し、決勝戦では5回無失点で優勝に貢献し、MVPを獲得した。都市対抗野球大会では2試合連続完封勝利を挙げ、ベスト8進出に貢献。12月7日には社会人ベストナインを受賞した。
2017年10月26日に行われたドラフト会議では、オリックス・バファローズと埼玉西武ライオンズから1位指名を受け、抽選の結果オリックスが交渉権を獲得。11月16日に契約金1億円・年俸1500万円プラス出来高払い5000万円（推定）の条件で仮契約を結んだ。背番号は29。オリックスにとっては1997年の川口知哉以来20年ぶりの競合1位指名選手入団となった。

### オリックス時代

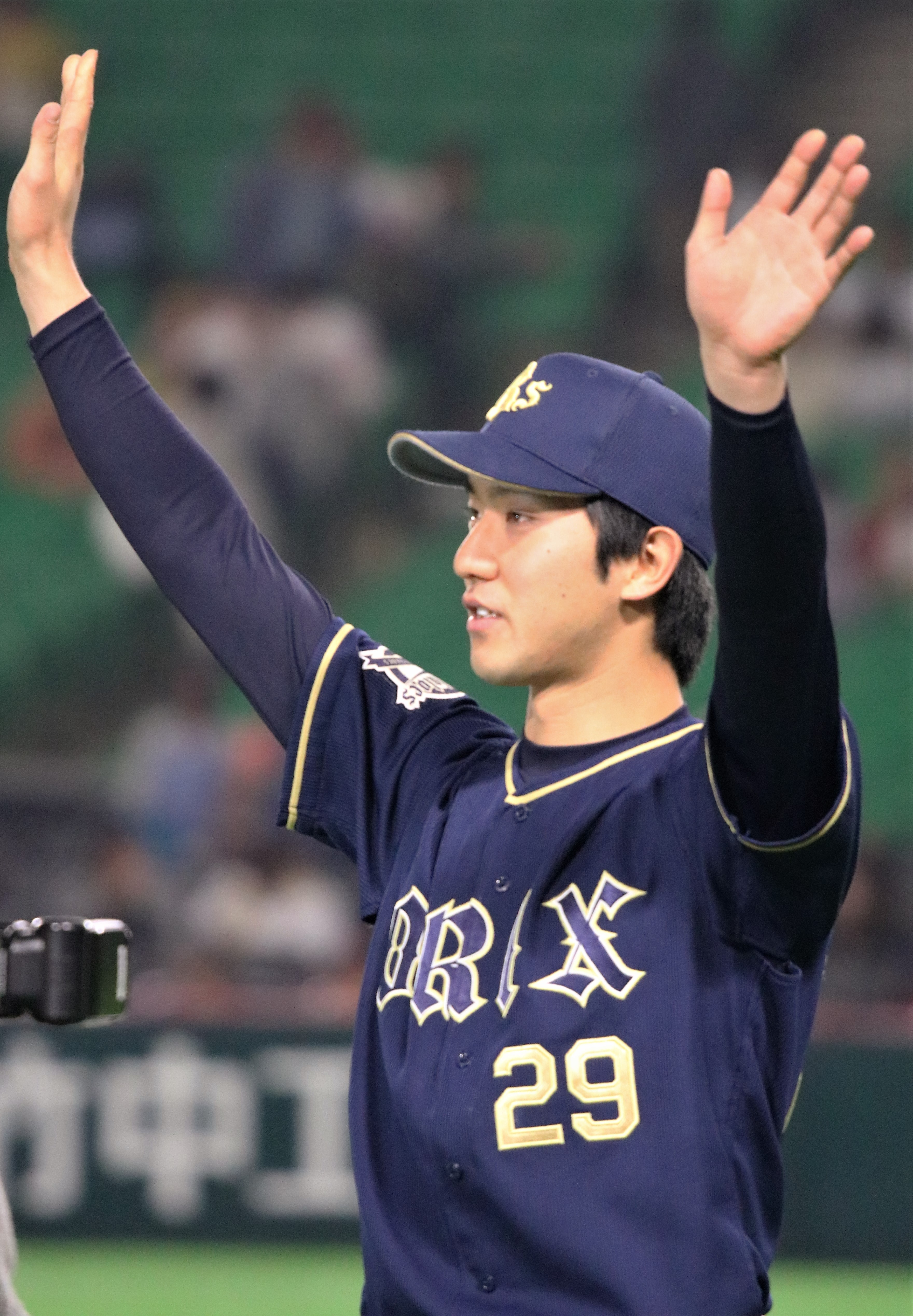
プロ初勝利を記録した2018年3月31日のソフトバンク戦後

2018年は春季キャンプを一軍でスタートすると、オープン戦では3月24日の阪神タイガース戦で6回2失点で勝利投手となるなど、3試合に登板して1勝1敗・防御率3.07と結果を残し、開幕ローテーション入り。開幕2試合目の福岡ソフトバンクホークス戦でプロ初登板初先発となり、初回一死から川島慶三に先制のソロ本塁打を打たれ、制球にも苦しんだが、被安打はこの1本のみであり、5回1失点でプロ初勝利を挙げた。ただ、続く4月7日の埼玉西武ライオンズ戦では、4回一死から二塁打を打たれたのを皮切りに2点を失い、なおも満塁の場面で走者一掃の適時三塁打を打たれて降板し、3回1/3を6失点でプロ初黒星。同30日のソフトバンク戦では勝利投手となるも、3本塁打を打たれるなど、長打で失点する場面が目立ち、6月10日の東京ヤクルトスワローズ戦では3回1/3を自己ワーストの8失点で敗戦投手。開幕から先発ローテーションを守っていたが、同24日のソフトバンク戦では4点リードを守れず6回途中4失点で降板すると、6月27日に左肘の張りで出場選手登録を抹消され、その後の一軍復帰は果たせず、ルーキーイヤーは一軍で12試合に先発登板し、6勝3敗・防御率4.06という成績であった。オフに500万円増となる推定年俸2000万円で契約を更改した。
2019年6月5日の横浜DeNAベイスターズ戦で一軍復帰を果たし、6回途中4安打無失点の内容で約1年ぶりの白星を挙げた。前半戦は4先発で2勝0敗と好調であったが、後半戦は3連敗スタート。8月6日の北海道日本ハムファイターズ戦では6回無失点の好投で勝利投手となるも、続く同13日の西武戦では自己ワーストタイの8失点（自責点5）、4回二死一・二塁の場面では警告試合での死球により退場処分を受けて敗戦投手。8月21日のソフトバンク戦では4回4失点で勝敗は付かず、翌22日に出場選手登録を抹消され、その後の一軍登板は果たせず、この年は10試合の先発登板で3勝4敗・防御率3.44という成績であった。オフに200万円減となる推定年俸1800万円で契約を更改した。
2020年は新型コロナウイルスの影響で120試合制の短縮シーズンとなり、開幕も6月に延期となったが、2年ぶりに開幕ローテーション入り。開幕2試合目の東北楽天ゴールデンイーグルス戦でシーズン初登板初先発し、5回3安打3四球1失点の内容も勝敗は付かず、続く6月27日の千葉ロッテマリーンズ戦でも6回2/3を1失点に抑えながらも勝敗は付かなかった。7月4日の西武戦では7回3失点で勝利投手となったが、その後は再び打線の援護に恵まれない登板が続き、9月9日の西武戦で自身4連敗を喫した。ただ、続く同15日の楽天戦では9回2安打無失点、二塁すら踏ませない好投でプロ初の完封勝利を挙げた。この年はシーズンを通して先発ローテーションを守り、初の規定投球回に到達し、20試合の先発登板で4勝6敗・防御率4.05を記録。12月7日の契約更改交渉では保留したが、同17日の2度目の交渉では前回の提示よりも増額され、2400万円増となる推定年俸4200万円で契約を更改した。
2021年も開幕ローテーション入りし、中10日で登板するための登録抹消が前半戦で2度、後半戦にも2度あったものの、シーズンを通して先発陣の一角を担い、2年連続で規定投球回に到達。24試合の先発登板で8勝8敗・防御率3.58を記録し、チーム25年ぶりのリーグ優勝に貢献した。ポストシーズンでは、レギュラーシーズンの対戦カード別成績で最多の3勝（1敗）・防御率2.37と好相性であったロッテとのCSファイナルステージ第2戦に先発し、6回無失点で勝利投手。ヤクルトとの日本シリーズでは第3戦に先発するも、5回途中1失点で勝敗は付かなかった。オフに3800万円増となる推定年俸8000万円で契約を更改した。
2022年は3年連続で開幕ローテーションに入り、楽天との本拠地開幕戦でシーズン初登板初先発。6回1失点と好投したが勝敗は付かず、その後も好投しながらも打線やリリーフ陣と噛み合わない試合が続き、5月13日のロッテ戦でも7回2失点と好投したが、開幕から6先発で未勝利のまま2敗を喫した。続く同20日の楽天戦でも7回無失点と好投し、シーズン初勝利を挙げたものの、その後は2試合連続で苦しい投球となり、6月4日に出場選手登録を抹消された。投球フォームを見直し、中18日で先発した同22日のソフトバンク戦では9回4安打7奪三振無失点、2年ぶりの完封勝利を自身初の無四球で飾った。その後は登板機会の都合による登録抹消が3度、さらには雨天中止により中21日で先発した試合もありながら、先発陣の一角を担い、自身8連勝でレギュラーシーズンを終えた。この年は前述のように先発機会が少なかったこともあり、規定投球回には18イニング届かなかったものの、20試合の先発登板で9勝3敗・防御率2.66を記録し、チームのリーグ連覇に貢献。ポストシーズンでは、ソフトバンクとのCSファイナルステージ第3戦、ヤクルトとの日本シリーズ第5戦に先発登板した。オフに3000万円増となる推定年俸1億1000万円で契約を更改した。
2023年も開幕ローテーション入りし、ソフトバンクとの本拠地開幕戦でシーズン初登板初先発。5回まで1安打に抑えていたが、6回に2本の本塁打で4点を失い、6回5安打1四球8奪三振4失点という内容で敗戦投手となった。続く4月12日の楽天戦で6回1/3を1失点と好投し、シーズン初勝利を挙げると、5月10日の楽天戦でも8回1/3を2失点の好投で勝利投手。楽天には同年3連勝、キャリア通算では2021年9月16日から10連勝と楽天キラーぶりを発揮していたが、6月6日に左前腕の張りで出場選手登録を抹消された。同23日の二軍戦で実戦復帰し、8月3日の楽天戦で一軍復帰予定であったが、発熱による体調不良で登板回避。同30日のソフトバンク戦で一軍復帰を果たし、5回3失点で勝利投手となった。この年は13試合の登板で6勝4敗・防御率3.09を記録。ポストシーズンでは、ロッテとのCSファイナルステージ第2戦に先発して6回4失点であったが、阪神タイガースとの日本シリーズ第5戦では7回無失点と好投。また、5回表の第2打席ではプロ初安打を放った。オフに1500万円減となる推定年俸9500万円で契約を更改した。
2024年は春先に左肩のコンディション不良で実戦登板を1度飛ばしたことがありながらも、開幕ローテーションに入り、開幕3試合目のソフトバンク戦でシーズン初登板初先発となり、5回1失点で勝敗は付かなかった。中8日で先発した4月9日の楽天戦では球数がかさみ、5回93球6安打2四球4奪三振2失点という内容ながらもシーズン初勝利。ただ、その後は四球からピンチを招く不安定な投球が続き、開幕から5先発で2勝1敗・防御率2.74、計23イニングで被安打22・与四球11という成績で5月2日に出場選手登録を抹消された。同17日の楽天戦で先発機会を得て以降は、本人も「一軍に居続けたというより、いさせてもらったという感覚」と話したように、登録抹消と再登録を4度繰り返しながらも、宮城大弥と東晃平の故障や山下舜平大の不調などが重なり、先発ローテーションの一角を担った。ただ、自身4連敗で迎えたシーズン最終登板（10月1日のソフトバンク戦）では3回までに6点の援護を貰いながら、4回2/3を6失点で降板。試合後に中嶋聡監督から「勝ちきるということに関しては、勝っても同じだけ負けている。勝ちきれる投手は、勝ちどころをしっかり抑えてくる。それが今まで見てきたエースクラスなので。そういう意味では、持っている力というかボールの質とかも見たら、もったいないですよね」と評されたように、この年は21試合の先発登板で防御率3.68、6勝8敗と3年ぶりに貯金を作れなかった。オフに500万円増となる推定年俸1億円で契約を更改した。

## 選手としての特徴
| 球種           | 配分 % | 平均球速 km/h | 被打率 |
| -------------- | ------ | ------------- | ------ |
| ストレート     | 46.0   | 144.5         | .260   |
| カットボール   | 15.3   | 132.6         | .216   |
| ツーシーム     | 13.0   | 137.9         | .278   |
| スライダー     | 10.6   | 126.3         | .360   |
| フォーク       | 08.4   | 134.8         | .262   |
| チェンジアップ | 03.5   | 124.4         | .333   |
| カーブ         | 03.2   | 106.9         | .250   |

最速154km/hのストレートを軸に、カットボール、ツーシーム、フォーク、スライダー、チェンジアップ、カーブなどを投じる。
右腕を打者にまっすぐ向けて体重移動し、身体の開きは早いものの、肩甲骨回りの可動域が広く、左腕が遅れて出てくる横手に近いスリークォーターという変則的な投球フォームである。
投球フォームについて、本人は「型にはまりたくないんです。1つの形だけだったら投げていけない。僕は絶対無理です。だから試合によって、自分の調子によって、使い分けます」と話す。2024年シーズンは、6月13日の登板では無走者でセットポジション、同29日の登板ではノーワインドアップ、7月9日の登板ではワインドアップと試行錯誤を重ねた。
JR東日本の堀井哲也監督は、田嶋の投球フォームを「制球が安定せず、故障の恐れもある、と思って見ていたんです」と話し、入社1年目（2015年）の夏からテイクバックを小さくすることに取り組んだ。また、プロ1年目（2018年）は躍動感あふれるフォームであったが、6月下旬に左肘痛を発症して残りのシーズンを棒に振り、本人は「全球思いっきり投げていたら、（故障）そりゃそうなる」「上半身だけを使って、腕をぶん回してるだけだった」と振り返った。復帰後は下半身主導に意識を変え、「力感なく力強い直球が理想」と"脱力投法"にモデルチェンジした。

## 人物
愛称は「タジ」。
アマチュア時代にはあまりプロ野球を観ることがなかったと語っており、目標とする特定の投手やライバルとする打者を設けず、マイペースに独自のスタイルを貫くことをポリシーとしている。
乃木坂46、欅坂46のファン。特に欅坂46の元メンバーである長濱ねるが推しメンで、欅坂46の冠番組『欅って、書けない?』（テレビ東京）の2018年3月5日放送回では、宮崎キャンプ参加中の田嶋のもとへ長濱と菅井友香が訪れるという形で共演を果たした。なお、社会人時代に行われた雑誌取材ではグラブに「欅」の刺繍をしてもらうほどの欅坂愛を披露している。

## 詳細情報

### 年度別投手成績
| 年 度     | 球 団      | 登 板 | 先 発 | 完 投 | 完 封 | 無 四 球 | 勝 利 | 敗 戦 | セ 丨 ブ | ホ 丨 ル ド | 勝 率 | 打 者 | 投 球 回 | 被 安 打 | 被 本 塁 打 | 与 四 球 | 敬 遠 | 与 死 球 | 奪 三 振 | 暴 投 | ボ 丨 ク | 失 点 | 自 責 点 | 防 御 率 | W H I P |
| --------- | ---------- | ----- | ----- | ----- | ----- | -------- | ----- | ----- | -------- | ----------- | ----- | ----- | -------- | -------- | ----------- | -------- | ----- | -------- | -------- | ----- | -------- | ----- | -------- | -------- | ------- |
| 2018      | オリックス | 12    | 12    | 0     | 0     | 0        | 6     | 3     | 0        | 0           | .667  | 291   | 68.2     | 60       | 9           | 24       | 0     | 4        | 69       | 2     | 0        | 33    | 31       | 4.06     | 1.22    |
| 2019      | オリックス | 10    | 10    | 0     | 0     | 0        | 3     | 4     | 0        | 0           | .429  | 219   | 49.2     | 48       | 4           | 20       | 0     | 1        | 40       | 1     | 0        | 26    | 19       | 3.44     | 1.37    |
| 2020      | オリックス | 20    | 20    | 1     | 1     | 0        | 4     | 6     | 0        | 0           | .400  | 512   | 122.1    | 102      | 14          | 42       | 0     | 7        | 89       | 2     | 0        | 57    | 55       | 4.05     | 1.18    |
| 2021      | オリックス | 24    | 24    | 0     | 0     | 0        | 8     | 8     | 0        | 0           | .500  | 608   | 143.1    | 137      | 10          | 48       | 1     | 5        | 135      | 4     | 1        | 62    | 57       | 3.58     | 1.29    |
| 2022      | オリックス | 20    | 20    | 1     | 1     | 1        | 9     | 3     | 0        | 0           | .750  | 513   | 125.0    | 115      | 12          | 37       | 0     | 2        | 92       | 3     | 1        | 41    | 37       | 2.66     | 1.22    |
| 2023      | オリックス | 13    | 13    | 0     | 0     | 0        | 6     | 4     | 0        | 0           | .600  | 338   | 81.2     | 73       | 9           | 18       | 0     | 2        | 64       | 2     | 0        | 31    | 28       | 3.09     | 1.11    |
| 2024      | オリックス | 21    | 21    | 0     | 0     | 0        | 6     | 8     | 0        | 0           | .429  | 501   | 117.1    | 121      | 10          | 34       | 0     | 2        | 87       | 4     | 0        | 51    | 48       | 3.68     | 1.32    |
| 通算：7年 | 通算：7年  | 120   | 120   | 2     | 2     | 1        | 42    | 36    | 0        | 0           | .538  | 2982  | 708.0    | 656      | 68          | 223      | 1     | 23       | 576      | 18    | 2        | 301   | 275      | 3.50     | 1.24    |

- 2024年度シーズン終了時
- 各年度の太字はリーグ最高

### 年度別守備成績
| 年 度 | 球 団      | 投手  | 投手  | 投手  | 投手  | 投手  | 投手     |
| 年 度 | 球 団      | 試 合 | 刺 殺 | 補 殺 | 失 策 | 併 殺 | 守 備 率 |
| ----- | ---------- | ----- | ----- | ----- | ----- | ----- | -------- |
| 2018  | オリックス | 12    | 0     | 8     | 0     | 0     | 1.000    |
| 2019  | オリックス | 10    | 2     | 7     | 1     | 0     | .900     |
| 2020  | オリックス | 20    | 6     | 24    | 1     | 1     | .968     |
| 2021  | オリックス | 24    | 6     | 26    | 1     | 2     | .970     |
| 2022  | オリックス | 20    | 4     | 17    | 0     | 1     | 1.000    |
| 2023  | オリックス | 13    | 5     | 11    | 0     | 0     | 1.000    |
| 2024  | オリックス | 21    | 7     | 19    | 0     | 1     | 1.000    |
| 通算  | 通算       | 120   | 30    | 112   | 3     | 5     | .979     |

- 2024年度シーズン終了時

### 記録
初記録
投手記録
- 初登板・初先発登板・初勝利・初先発勝利：2018年3月31日、対福岡ソフトバンクホークス2回戦（福岡 ヤフオク!ドーム）、5回1安打1失点
- 初奪三振：同上、1回裏に今宮健太から空振り三振
- 初完投・初完投勝利・初完封勝利：2020年9月16日、対東北楽天ゴールデンイーグルス14回戦（ほっともっとフィールド神戸）、9回2安打無失点

打撃記録
- 初打席：2018年6月10日、対東京ヤクルトスワローズ3回戦（明治神宮野球場）、3回表に小川泰弘から見逃し三振

### 背番号
- 29（2018年 - ）

### 登場曲
- 「エキセントリック」欅坂46（2018年 - 2019年）[133]
- 「ガラスを割れ!」欅坂46（2018年 - 2019年）
- 「Never Change」DOBERMAN INFINITY（2020年 - ）